# East Xujing
East Xujing (徐泾东) is een station van de metro van Shanghai, gelegen in het district Qingpu. 
Het station ligt aan lijn 2 en werd op 16 maart 2010 geopend als eindpunt van de extensie in westelijke richting van de lijn. Het station is sinds die datum dan ook de westelijke terminus van lijn 2. Van aan East Xujing Station is er een aanbod aan bussen om passagiers naar andere locaties in Qingpu.
Het station bevindt zich bij de kruising van Zhuguang Road (诸光路) en Xumin Road (徐民路), omgeven door de paleizen en exporuimtes van het National Convention & Exhibition Center. Ongeveer 600 meter naar het noorden langs Zhuguang Road ligt het metrostation Zhuguang Road aan lijn 17, maar dit station wordt niet beschouwd als een overstapstation voor East Xujing. Passagiers die willen wisselen naar lijn 17 vanaf lijn 2 kunnen transfereren in het multimodaal Station Shanghai Hongqiao, dat is een enkele halte naar het oosten.
Het hele traject van lijn twee, van East Xujing tot het metrostation in de luchthaventerminal van Shanghai Pudong, vergt een reistijd van anderhalf uur.
East Xujing · Station Shanghai Hongqiao · Hongqiao Airport Terminal 2 · Songhong Road · Beixinjing · Weining Road · Loushanguan Road · Zhongshan Park · Jiangsu Road · Jing'an Temple · West Nanjing Road · People's Square · East Nanjing Road · Lujiazui · Dongchang Road · Century Avenue · Shanghai Science & Technology Museum · Century Park · Longyang Road · Zhangjiang Hi-Tech Park · Jinke Road · Guanglan Road · Tangzhen · Middle Chuangxin Road · East Huaxia Road · Chuansha · Lingkong Road · Yuandong Avenue · Haitiansan Road · Pudong International Airport

Lijnen van de metro van Shanghai: 1 · 2 · 3 · 4 · 5 · 6 · 7 · 8 · 9 · 10 · 11 · 12 · 13 · 14 · 15 · 16 · 17 · 18 · Pujiang Line